# Denise Bombardier
Pour les articles homonymes, voir Bombardier.
Denise Bombardier, née le 18 janvier 1941 à Montréal (Québec) et morte le 4 juillet 2023 dans la même ville, est une chroniqueuse, romancière, essayiste, productrice, animatrice de télévision et polémiste canadienne. Elle a travaillé pour la chaîne de télévision francophone Radio-Canada pendant plus de trente ans.

## Biographie

### Formation
Marie Yvette Louise Denise Bombardier, née le 18 janvier 1941 à Montréal, est la fille de Jean-Louis Bombardier, radio-technicien, et de Simone Desormiers. Ils résident dans la paroisse Saint-Denis, située sur Le Plateau-Mont-Royal. Denise Bombardier est la sœur aînée de Danièle Bombardier, ancienne animatrice d'émissions à Radio-Québec dans les années 1990 et elle-même ayant travaillé à Radio-Canada pendant 13 ans.
Denise Bombardier obtient un baccalauréat en arts en 1964, une maîtrise en science politique de l'Université de Montréal en 1971 et un doctorat en sociologie de la Sorbonne en 1974.
Son intérêt pour la politique se manifeste aussi par un engagement militant. En 1963, elle agit en tant que présidente de la section de l'Université de Montréal du Rassemblement pour l'indépendance nationale.

### Carrière télévisuelle

#### Radio-Canada
Denise Bombardier commence sa carrière comme recherchiste pour l'émission télévisée Aujourd'hui de Radio-Canada. À partir de 1975, elle anime plusieurs émissions telles que Présent international, Hebdo-dimanche, Le Point, Entre les lignes et Noir sur blanc (de 1979 à 1983). Elle anime Trait-d'union de 1987 à 1988, tout en contribuant à d'autres émissions : Aujourd'hui dimanche (de 1988 à 1991) et L'Envers de la médaille.
Dans son émission Noir sur blanc, première émission d'affaires publiques animée par une femme au Québec, elle a reçu le premier ministre du Canada Pierre Elliott Trudeau, l'écrivain Georges Simenon, la Première ministre d'Israël Golda Meir, le président français Valéry Giscard d'Estaing et son successeur, François Mitterrand.
De 1992 à 1997, elle anime l’émission Raison Passion, diffusée à Radio-Canada.
En 1999, elle anime et produit l'émission Les idées lumière, diffusée à Radio-Canada sous forme d'entretiens.
Radio-Canada met fin à son émission Le Point en 2003 après un débat « virulent » avec le porte-parole des Archives gaies du Québec.

#### TVA
Denise Bombardier est une collaboratrice régulière au TVA 22 heures en tant qu'éditorialiste, au côté de la lectrice de nouvelles Sophie Thibault.

#### France
D'avril à juin 1991, Denise Bombardier présente en France l'émission À boulets rouges sur La Cinq.

### Carrière radiophonique
Denise Bombardier a animé l'émission de Gilles Proulx pendant sa convalescence en 2008, sur les ondes du 98,5 fm.
Elle émet régulièrement des billets sur les ondes de la radio à Montréal au 98,5 fm dans le cadre de l'émission de Paul Arcand Puisqu’il faut se lever.

### Carrière d'écrivaine et de chroniqueuse
Denise Bombardier rédige différents articles pour la presse écrite, certains créant des polémiques. Ils paraissent dans de nombreuses publications comme Le Monde, Le Devoir, L'Express, Châtelaine, Le Point et L'Actualité. Elle a tenu, de 2001 à 2012, une chronique politique hebdomadaire pour le quotidien Le Devoir. De février 2014 à 2023, elle tient un blog pour le Journal de Montréal.

#### Céline Dion
En 2007, Denise Bombardier écrit les paroles d'une chanson pour Céline Dion, La Diva, mise en musique par Erick Benzi, parue sur l'album D'elles. L'année suivante, elle accompagne Céline Dion tout au long de sa tournée mondiale Taking Chances World Tour afin de préparer un livre dans lequel elle s'interesse aux fans de la chanteuse à travers le monde.

### Prises de position et polémiques

#### Affaire DSK
En octobre 2011, Denise Bombardier co-écrit avec la journaliste française Françoise Laborde Ne vous taisez plus (éd. Fayard), à la suite de l'affaire Dominique Strauss-Kahn, pour dénoncer le machisme en France. Ce livre « est né des échanges informels qu'ont eus les deux femmes durant l'affaire DSK, où la Française et la Québécoise comparaient les réactions de leurs cultures respectives devant le geste sexuel fait par l'ancien président du FMI, Dominique Strauss-Kahn, alors potentiel candidat présidentiel, auprès d'une femme de chambre immigrée à New York ». Dans le cadre de la publication de cet ouvrage, elle est invitée à participer à quelques émissions de télévision populaires au Québec dont Les Francs-tireurs, Bazzo.tv et Tout le monde en parle. Par ailleurs, le chroniqueur du quotidien de la ville de Québec, Le Soleil, lui rend un hommage personnel en lui accordant « l'étoile du match ». En février 2012, le site Acrimed accuse Françoise Laborde et Denise Bombardier de plagiat pour cet ouvrage,, ce que démentent les autrices. L'éditeur de l'ouvrage, Fayard, est reconnu coupable et se voit donc contraint de payer une somme de 35 000 euros (équivalent à 47 600 $ CA), amende qui ne touche pas les deux autrices. Cependant, les passages incriminés se trouvant dans la partie du manuscrit écrite par Françoise Laborde, Denise Bombardier désavoue sa co-autrice
« Je n'aurais jamais pu m'imaginer qu'une personne que je connais, une ex-présentatrice du journal télévisé sur France 2, puisse faire une telle chose. [...] Elle n'a pas dit qu'elle avait pris ça sur un site Internet... »,.

#### Affaire Matzneff
En décembre 2019, l'éditrice Vanessa Springora raconte sa relation sous emprise, à 14 ans, avec l’écrivain alors quinquagénaire Gabriel Matzneff dans son ouvrage Le Consentement, qu'il avait lui-même retracée dans La Prunelle de mes yeux, un volume de son journal paru en 1993 et qui couvre la période allant du 13 mai 1986 au 22 décembre 1987. À cette occasion, Denise Bombardier revient sur sa confrontation avec Matzneff lors d'Apostrophes, l'émission de Bernard Pivot sur la chaîne française Antenne 2, en mars 1990, où elle avait été la seule personne présente sur le plateau à affronter Gabriel Matzneff, qui présentait un de ses livres relatant ses activités pédophiles. Elle déclare, le 26 décembre 2019, à un journaliste du quotidien québécois Le Devoir, propos repris par France Info, que le milieu littéraire et la presse française s'étaient couchés pendant 30 ans devant un pédophile et un prédateur sexuel déclarant dans ses livres « sodomiser des mineurs », qu'elle a été alors la victime d'une calomnieuse polémique et qu'une conspiration du silence faisait que ses ouvrages n'étaient plus recensés,,,.
Josyane Savigneau, membre du jury Femina et ancienne patronne du Monde des Livres, soutient Matzneff en 2019 et qualifie Denise Bombardier de « purge » qui participe à une « chasse aux sorcières ».
Le 10 janvier 2020, Le Journal de Montréal publie un article de Denise Bombardier intitulé « Être à la mode » où, à partir d'hyperboles et de métaphores sur la mode des tatouages, elle cible les déviants sexuels criminels se positionnant en victimes. Par la suite, sur les réseaux sociaux, des tatoués, dont Pénélope McQuade, réagiront au premier degré à ces propos,.

#### Autres prises de position et polémiques
Denise Bombardier a sévèrement critiqué dans ses chroniques journalistiques et à la télévision, la téléréalité, surtout Star Académie sous la conduite de Julie Snyder. Pourtant, elle travaille comme médiatrice lors des débats de la cuvée 2005.
Elle s'est en outre intéressée à la place de la religion dans l'histoire et dans l'actualité culturelle du Québec,.
Le 12 janvier 2016, dans Le Journal de Montréal, Denise Bombardier a affirmé que 53 % de la population québécoise serait analphabète et que le ministère de l'Éducation serait en cause. Elle a évoqué un « crime contre l’esprit ». Cet article a engendré une polémique sur les réseaux sociaux.
En 2019, elle dirige un documentaire, Denise au pays des Francos, sur son expérience dans les régions francophones hors Québec, au Manitoba, en Ontario et en Acadie. Ce documentaire suit un passage à l'émission Tout le monde en parle en 2018, où elle tient un discours très accusateur à l'endroit des Franco-Canadiens.
Le 21 octobre 2019, à l'émission de radio La soirée est (encore) jeune, Denise Bombardier déclare que la plupart des femmes n'ont pas confiance en elles. Charles Lafortune contredit ces propos avec colère.
En 2021, Denise Bombardier apporte son soutien à la vaccination obligatoire contre la Covid-19. Elle écrit un article publié le 24 septembre dans le Journal de Montréal, intitulé « Pour la vaccination obligatoire », et un second le lendemain dans le même média, intitulé « Les antivax font peur ». Denise Bombardier écrit en parlant des antivax : « C'est bien pour cette raison comme je l'écrivais hier qu'il faut leur déclarer la guerre » ou encore : « Cette mouvance actuelle sans morale peut être qualifié de terroriste ».

### Vie personnelle
Durant les années 1980, Denise Bombardier fréquente l'homme politique Lucien Bouchard.
En août 2003, elle se marie avec James « Jim » Jackson.

### Mort
Denise Bombardier a passé les deux derniers week-ends avant sa mort à la Maison de soins palliatifs Saint-Raphaël à Montréal. Elle est morte vers 6 heures du matin le 4 juillet 2023 des suites d’un cancer fulgurant. Elle est partie entourée des membres de sa famille, dont son mari James Jackson, son fils Guillaume ainsi que sa sœur Danièle. La cérémonie religieuse à l'église Saint-Viateur d'Outremont rassemble plusieurs personnalités politiques, culturelles et médiatiques.

## Honneurs et nominations

### Prix Gémeaux
.
| Année | Catégorie                                             | Pour           | Résultat |
| ----- | ----------------------------------------------------- | -------------- | -------- |
| 1995  | meilleure animation : émission ou série d'information | Raison passion | lauréat  |

### Prix MetroStar
| Année | Catégorie                                              | Pour              | Résultat   |
| ----- | ------------------------------------------------------ | ----------------- | ---------- |
| 1994  | animateur/animatrice - magazine culturel               | Denise Bombardier | nomination |
| 1994  | animateur/animatrice - émissions « grandes entrevues » | Denise Bombardier | nomination |
| 1995  | animateur/animatrice - magazine culturel               | Denise Bombardier | nomination |
| 1995  | animateur/animatrice - émissions « grandes entrevues » | Denise Bombardier | lauréat    |
| 1996  | animateur/animatrice - émission culturelle             | Denise Bombardier | nomination |

### Autres prix
- Chevalier de la Légion d'honneur, 1993
- Chevalier de l'ordre national du Québec, 2000
- Officier de la Légion d'honneur, 2009
- Prix Reconnaissance - Francophonie 2010[35]
- Membre de l'Ordre du Canada, 2016

## Œuvres (liste non exhaustive)
- La Voix de la France, Robert Laffont, 1975  (ISBN 978-2221015940)
- Une enfance à l'eau bénite, Seuil, 1985  (ISBN 9782020087094)
- Le Mal de l'âme, avec Claude Saint-Laurent, 1989  (ISBN 978-2221055861)
- Tremblement de cœur, Seuil , 1990  (ISBN 9782020115186)
- La Déroute des sexes, Seuil, 1993  (ISBN 9782020129794)
- Nos hommes, Seuil, 1995  (ISBN 2-02-021688-4)
- Aimez-moi les uns les autres, Seuil, 1999  (ISBN 9782020258388)
- Lettre ouverte aux Français qui se croient le nombril du monde, Éditions Albin Michel, 2000  (ISBN 9782226120465)
- Ouf !, Éditions Albin Michel, 2002  (ISBN 9782226132956)
- Propos d'une moraliste, VLB éditeur, 2003  (ISBN 2890058549)
- Et quoi encore !, Éditions Albin Michel, 2004  (ISBN 9782226151100)
- Sans complaisance, VLB éditeur, 2005  (ISBN 2890059251)
- Edna, Irma et Gloria, Éditions Albin Michel, 2007  (ISBN 9782226176899)
- Nos chères amies, Éditions Albin Michel, 2008  (ISBN 9782226186706)
- L'Énigmatique Céline Dion, Fixot, 2009  (ISBN 9782845634138)
- Au risque de déplaire, VLB éditeur, 2009  (ISBN 9782896490349)
- avec Françoise Laborde, Ne vous taisez plus !, Paris, éditions Fayard, 2011, 76 p. (ISBN 978-2-213-66652-5)
- L'Anglais, Robert Laffont, 2012  (ISBN 978-2221108130)
- Dictionnaire amoureux du Québec, Plon, 2014  (ISBN 9782259217972)
- Jackpot, Fayard, 2015  (ISBN 978-2-213-69926-4)
- Plus folles que ça tu meurs !, Flammarion, 2017  (ISBN 9782290153956)
- Une vie sans peur et sans regret. Mémoires, Plon, 2018  (ISBN 9782259259972)

## Émissions télévisées - animation
- 1975 - 1979 : Présent international
- 1975 - 1979 : Hebdo-dimanche
- 1979 - 1983 : Noir sur blanc
- 1983 - 1986 : Le Point
- 1986 - 1987 : Entre les lignes
- 1987 - 1988 : Trait-d'union
- 1988 - 1991 : Aujourd'hui dimanche
- 1991 : L'Envers de la médaille
- 1992 - 1997 : Raison Passion
- 2001 - 2002 : Parlez-moi des hommes, parlez-moi des femmes

## Filmographie

### Cinéma
- 1956 : Le Cas Labrecque de Pierre Daigneault et Bernard Devlin : rôle inconnu
- 1963 : Amanita Pestilens de René Bonnière : la jeune femme au bébé
- 1967 : Entre la mer et l'eau douce de Michel Brault : Denyse
- 1998 : L'Âge de braise de Jacques Leduc : Denise Lancaster
- 2002 : L'Odyssée d'Alice Tremblay de Denise Filiatrault : la Reine

### Télévision
- 1958 - 1959 : Demain dimanche (série télévisée) : Christine Beauchamp
- 1959 - 1961 : Jeunes Visages (série télévisée) : Christine Beauchamp
- 1961 - 1962 : Le Mors aux dents (série télévisée) : Gaby Fournier